# 沈黙の帝王
『沈黙の帝王』（ちんもくのていおう、原題：The Perfect Weapon）は、2016年に公開されたアメリカのアクション映画。

## 概要
ジョニー・メスナー演じるコンドル役は当初ドルフ・ラングレンの起用が予定されていた。

## キャスト
| 役名                       | 俳優                   | 日本語吹替 |
| -------------------------- | ---------------------- | ---------- |
| 指揮官                     | スティーヴン・セガール | 大塚明夫   |
| 管理官                     | リチャード・タイソン   | 谷昌樹     |
| アクソン・レイ（コンドル） | ジョニー・メスナー     | 丸山壮史   |
| ニーナ                     | サーシャ・ジャクソン   | 槌矢ゆう   |
| クロナス                   | フィリップ・フォルナー | 黒羽保     |

- その他の声の出演：荒井勇樹、杉山シンヤ、さかき孝輔、吉野七海、田下愉香、小原誉子、菅原啓、南崎大河